# Rie Yasumi
Rie Yasumi (やすみ りえ) (née le 1er mars 1972 à Kōbe) est une poétesse japonaise de la forme senryū, diplômée de l'Université d'Otemae. Son vrai nom est Rieko Yasumi (休 理英子, Yasumi Rieko).